# Stazione di Varazze (1868)
Stazione di Varazze 1968-ban bezárt vasútállomás Olaszországban, Varazze településen.

## Vasútvonalak
Az állomást az alábbi vasútvonalak érintették:
- Genova–Ventimiglia-vasútvonal

## Kapcsolódó állomások
A vasútállomáshoz az alábbi állomások vannak a legközelebb:
- Stazione di Varazze
- Stazione di Cogoleto